# 卮

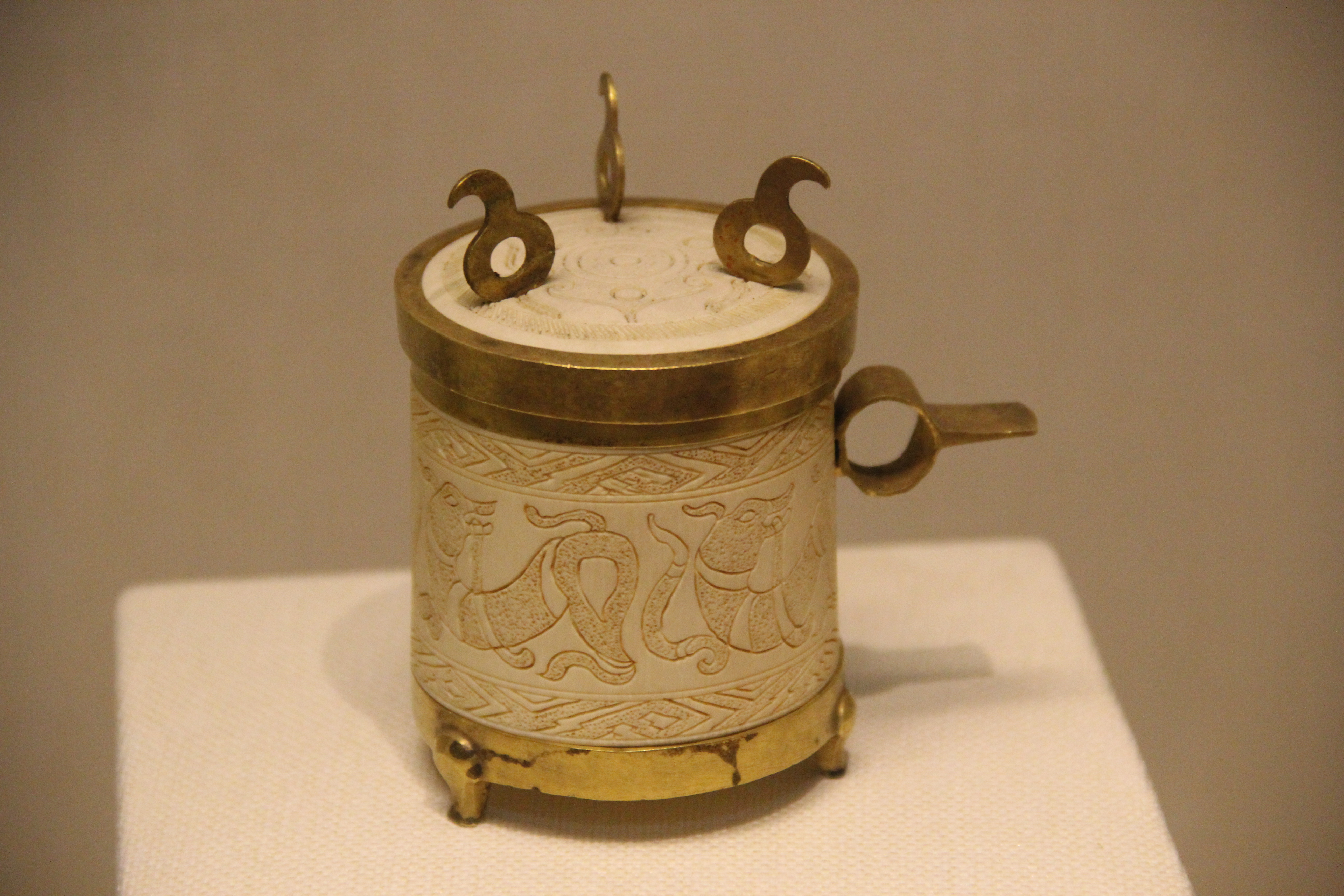
广州南越文王墓出土的金扣象牙卮

卮是中国古代的一种酒器，根据材质不同，有铜卮、银卮、玉卮、石卮、漆卮、陶卮等。卮产生于战国末期，流行于汉朝，一直沿用到宋朝。卮由盖和卮身两部分，卮身呈圆筒状，一般有耳，底部有三足。其中的玉卮是汉朝贵族使用的一种酒具，通常用和田玉做成。